# Madagascar nos Jogos Olímpicos de Verão de 2016
Madagascar participou dos Jogos Olímpicos de Verão de 2016, que foram realizados na cidade do Rio de Janeiro, no Brasil, entre os dias 5 e 21 de agosto de 2016.